# 玉砕
玉砕（ぎょくさい、旧字体：玉碎）は、大義、名誉などに殉じて、潔く散ること、あるいは潔く死ぬこと、玉のように美しく砕け散ること。
大正時代や昭和前期には、政争のニュース、スポーツの勝負や、試合の結果に対して使用される事例が多かった。
太平洋戦争（大東亜戦争）では、前線で日本軍部隊が殲滅されたことを表現する言葉として大本営発表で用いられた。対義語は、瓦全（がぜん）、甎全（せんぜん）で、無為に生き永らえること。中国の古書『北斉書』の「元景安伝」中の記述「大丈夫寧可玉砕何能瓦全（勇士は瓦として無事に生き延びるより、むしろ玉となって砕けた方が良い）」を語源とする。

## 由来
「玉砕」、「瓦全」という言葉は、唐代に編纂された東魏（534～550年）から北斉（550～577年）にかけての歴史を記した正史『北斉書』の列伝第三十三（元景安）に見える。同書によれば、故事は以下のとおりである。
元景皓と元景安は、北魏の帝室「元」氏の血を引くいとこ同士であった（「景」が輩行字）。北魏が滅び、高洋が即位して北斉を建てると、「元」氏一族の多くは虐殺された。しかし、いち早く帰順し、武功を立てた景安は、北斉の帝室と同じ「高」姓を賜って北斉に仕えることを許された。「元」氏一族は、景安のように「高」姓を賜って生き永らえたいものだと話し合った。景皓は言った。「豈得棄本宗、逐他姓。大丈夫寧可玉砕、不能瓦全。」（どうして本来の宗族を捨て、別の姓を追い求めることができようか。立派な男子は、玉が砕けるように名誉・尊厳を保持したまま死ぬべきであり、名誉・尊厳を失って瓦のようなつまらないものとして一生を全うすることはできない。）と。景安がこの言葉を顕祖（高洋）に報告したところ、景皓はたちまち捕らえられて殺され、家族は彭城に移住させられた。景安だけが「高」姓を賜ったのはこのためである。
「大丈夫寧可玉砕、不能瓦全。」は、「大丈夫はむしろ玉砕すべきも、瓦全するあたはず。」と書き下す。「大丈夫」は「立派な男子」という意味であり、「寧」は比較・選択の意味の助字である。立派な男子は「瓦全」するわけにはいかず、むしろ「玉砕」すべきであるという意味になる。
西郷隆盛はこの故事を踏まえて次の詩を書いた。
1886年（明治19年）発表の軍歌「敵は幾万」（山田美妙斎作詞・小山作之助作曲）には以下の歌詞がある。
満州事変の最中、1932年（昭和7年）古賀伝太郎大佐（騎兵第27連隊、連隊長）が匪賊から軍旗を守って戦死した際、マスメディアで「古賀連隊一人も残らず玉砕す」の表現が用いられた。
ただし「玉砕」という単語は、当時の日本人が決意を表面する場面や、政争、スポーツ関連の報道などで、一般的に使用されていた。

## 太平洋戦争

### 背景
玉砕の発生について、しばしば「戦陣訓」と呼ばれる1941年1月8日陸軍大臣東條英機の示達による訓令（陸訓一号）の中にある一節「生きて虜囚の辱を受けず」という言葉との関係がよく指摘されるが、本来この「戦陣訓」は精神訓話であった。
ところが実際には、昭和に入った頃から、捕虜となるくらいであれば戦死ないし自決せねばならないような感覚が強まっていたともいわれる。本来、将兵は上官の命に背いて勝手に自身の判断で降伏や撤退をすることは出来ず、やむをえない場合であっても権限や上官の許可なくこれらを行うときは自己の責任で行う外ない。敵前で勝手にこれらを行えば最高刑は死刑となる抗命罪に問われる可能性があった。日本軍ではそれまで敗戦の経験があまりないため、いったん負け戦となると、上官らの面子や国民への敗戦隠蔽のために自決・玉砕が強いられた面も否めない。既に1939年のノモンハン事件では、前線で撤退した部隊の将校の多くが、その後自決を強要されたとされている。また、ソ連軍に捕らえられ後に日本側に返還された捕虜も、負け戦の隠蔽のために、将校らは自決を強いられ、下士官・兵卒らは何らかの処分を受けて中には日本に戻されず、以降の消息が聞かれなくなった者も多かったとされる。この頃は、まだ「戦陣訓」は出されていない。
しかし、むしろこのような雰囲気であったからこそ、後に出された「戦陣訓」の一節が、将兵が投降せずに玉砕や自決を強いられることや、動けない傷病兵を殺害し始末することの正当化に使われ、これらを一般化させることにつながったとも言われる。サイパンや沖縄戦における民間人住民の集団自決の発生もこの戦陣訓が背景になったとも言われている。

### 大本営発表における「玉砕」の始まり
大東亜戦争当時の日本で「玉砕」の表現が初めて公式発表で使われたのは1943年のアッツ島玉砕である。
しかし、軍隊内での文章などではアッツ島玉砕以前より「玉砕」の使用例が見られる。例えば、1942年（昭和17年）2月のフィリピン攻防戦における第一次バターン半島の戦いでは、第16師団の木村部隊から師団司令部へ「第一大隊ハ玉砕セントス」との電文が送られている。また、公刊戦史上は、1942年（昭和17年）12月8日にニューギニア戦線のゴナにおけるバサブア守備隊の玉砕を記録、続く連合軍の攻勢により、1943年（昭和18年）1月2日には同じニューギニア戦線でブナの陸海軍守備隊が玉砕したが、これらが国民に知らされたのは1944年（昭和19年）2月以降であった。
1943年（昭和18年）5月29日、アッツ島の日本軍守備隊が全滅した。このとき、その約1週間前の5月23日に上級の北方軍司令官樋口中将は、アッツ島守備隊に「最後に至らは潔く玉砕し皇国軍人精神の精華を発揮するの覚悟あらんことを望む」との電文を送って「玉砕」を要請、その結果、守備隊は負傷兵らを始末した上で敵に突撃、そのほとんどが戦死ないし自決した。「アッツ島玉砕」では守備隊2,650名のうち、わずか29名が捕虜になっただけである。そのときの大本営発表は以下の通り：
大本営発表として初めて「玉砕」の表現が使用された。これは「全滅」という言葉が国民に与える動揺を少しでも軽くして「玉の如くに清く砕け散った」と印象付けようと意図したものであった。また補給路を絶たれて守備隊への効果的な援軍や補給ができないまま、結果的に「見殺し」にしてしまった軍上層部への責任論を回避させるものであった（防衛省に残る「北海守備隊作戦経過報告書」には、守備隊が歩兵1500人の増援と武器・弾薬・食糧等の補給を要請していたことが記録されているが、大本営は、守備隊長は「一兵の増援も要求せず、一発の弾薬の補給をも願わなかった」と発表している。）。このとき美化して大々的に国民に発表されたことが、その後の南方戦線で戦いに成算がなくなれば、最後は部隊は「玉砕」することが強いられる流れを決定づけたともされる。

### 玉砕と発表された戦い
- 1943年（昭和18年）
  - 5月29日：アッツ島守備隊玉砕

### 総員壮烈なる戦死と発表された戦い
- 1943年（昭和18年）
  - 11月22日：ギルバート諸島のマキン守備隊総員壮烈なる戦死・タラワ守備隊総員壮烈なる戦死
- 1944年（昭和19年）
  - 2月5日：マーシャル諸島のクェゼリン環礁守備隊総員壮烈なる戦死
  - 2月23日：マーシャル諸島のブラウン環礁守備隊総員壮烈なる戦死
  - 7月3日：ビアク島守備隊総員壮烈なる戦死
  - 7月7日：サイパン島守備隊総員壮烈なる戦死
  - 8月3日：テニアン島守備隊総員壮烈なる戦死
  - 8月11日：グアム島守備隊総員壮烈なる戦死
  - 9月7日：拉孟守備隊総員壮烈なる戦死
  - 9月13日：騰越守備隊総員壮烈なる戦死
  - 9月19日：アンガウル島守備隊総員壮烈なる戦死
  - 11月24日：ペリリュー島守備隊総員壮烈なる戦死
- 1945年（昭和20年）
  - 3月3日：南太平洋・ニューブリテン島バイエン
  - 3月17日：硫黄島守備隊総員壮烈なる戦死
  - 6月23日：沖縄守備隊玉砕（指揮官の自決により総員壮烈なる斬込を敢行）
  - 8月16日：牡丹江守備隊総員壮烈なる戦死
  - 8月21日：占守島守備隊総員壮烈なる戦死
  - 8月21日：桂柳守備隊総員壮烈なる戦死
  - 8月25日：樺太守備隊総員壮烈なる戦死
  - 8月26日：虎頭要塞守備隊総員壮烈なる戦死
  - 9月5日：満州守備隊総員壮烈なる戦死

### 本土決戦と一億玉砕
戦局が絶望的となると、軍部は「本土決戦」を主張し、「一億玉砕」や「一億（総）特攻」、「神州不滅」などをスローガンとした。なお既に1941年（昭和16年）から「進め一億火の玉だ」とのスローガンが使用されていたが、これらの「一億」とは、当時日本の植民地であった満洲・朝鮮半島・台湾・内南洋などの日本本土以外の地域居住者（その大半が朝鮮人や台湾人）を含む数字であり、日本本土の人口は7000万人程であった。
1944年（昭和19年）6月24日、大本営陸軍部戦争指導班は機密戦争日誌に以下の記載をした。
1944年（昭和19年）9月、岡田啓介は「一億玉砕して国体を護る決心と覚悟で国民の士気を高揚し、其の結束を固くする以外方法がない」と主張した。1945年（昭和20年）1月24日、近衛文麿は「昨今戦局の危急を告ぐると共に一億玉砕を叫ぶ声次第に勢を加えつつありと存候。かかる主張をなす者は所謂右翼者流なるも背後より之を煽動しつつあるは、之によりて国内を混乱に陥れ遂に革命の目的を達せんとする共産分子なりと睨み居り候」と昭和天皇に警告した（近衛上奏文参照）。同年4月、戦艦「大和」の沖縄方面出撃は、軍内の最後通告に「一億玉砕ニサキガケテ立派ニ死ンデモライタシ」（一億玉砕に先駆けて立派に死んでもらいたい）との表現が使用され、「海上特攻」または「水上特攻」とも呼ばれた。

## 玉砕をテーマにした作品
- 小田実『玉砕』（新潮社、1998年）
- 舩坂弘『玉砕--暗号電文で綴るパラオの死闘』（読売新聞社、1968年）
- 藤田嗣治『アッツ島玉砕』（絵画（戦争画）、1943年）
- 水木しげる『総員玉砕せよ!』（自伝的長編漫画作品、講談社、1973年）